# Kuggen
Kuggen är en byggnad inom Chalmers, avsedd för innovation och entreprenörskap och belägen på Lindholmen på Hisingen i Göteborg.
I byggnaden huserar numera Chalmers Professional Education, Chalmers masterprogram Interaction Design and Technologies , Göteborgs universitet och Chalmers' forskargrupper inom interaktionsdesign, forskningsinstitutet Interactive Institute, Volvo, Lighthouse Maritime Competence Centre och Challenge Lab.
Sedan 1 december 2016 finns även Chalmers bibliotek i huset, och utvecklar Sveriges första renodlade lärandetorg.

## Arkitektur
Kuggen har fått pris för sin innovativa arkitektur. På den internationella fastighetsmässan MIPIM som årligen arrangeras i Cannes fick Kuggen pris i klassen "Sustainable buildings" och projektet valdes ut som ett av två bland 300 anmälda i tävlingen Future Projects Awards. Arkitekt Wingårdh.
Husets syfte är att skapa en kreativ miljö med nya mötesplatser för studenter, lärare, forskare och näringsliv. Byggnaden ska också visa hur man kan utveckla byggmaterial och hushålla med energi.
Kuggen har fått sitt namn på grund av att den efterliknar ett kugghjul till utseendet. Detta utseende fick den delvis på grund av aerodynamiska faktorer. Den ritades av Wingårdh arkitektkontor på uppdrag av Chalmersfastigheter. Bygget påbörjades i oktober 2010 och stod klart i mars 2011. Byggnaden tillhör Chalmers' Lindholmen-campus och är sammankopplad med byggnaderna Jupiter och Science Park via två gångbroar.
Färgskalan på Kuggen är inspirerad från dess omgivning i sex olika röda nyanser samt en grön. För varje våning växer ytan med två rum ("kuggar") och 1500 mm i sydlig riktning vilket ger skugga till våningen under. De triangulära fönstren maximerar insläpp av sol till husets mitt även vid en låg infallsvinkel. På översta våningen finner man en solcellspanel som förflyttar sig med solen för att ge skugga åt de två översta våningarna och bidra med elektricitet. Panelen hjälper till med uppvärmningen av husets vatten.
Kuggen använder sig av naturvänliga tekniker på fyra olika områden: adaptiv ventilation, adaptivt ljus, interaktiva värme- och kylningssystem, och solceller. De keramiska panelerna i fasaden valdes just för deras långa hållbarhet och livslängd. Kuggen är byggt på ett sådant sätta att nå en årlig energikonsumtion på 60 kWh/m², långt under det som är en byggnad statusen  ett miljövänligt hus. Byggnaden kan således tillhandahålla en oerhört komfortabel omgivning med individinställda temperaturer i varje kontor mellan 22 och 26 °C.

## Bilder

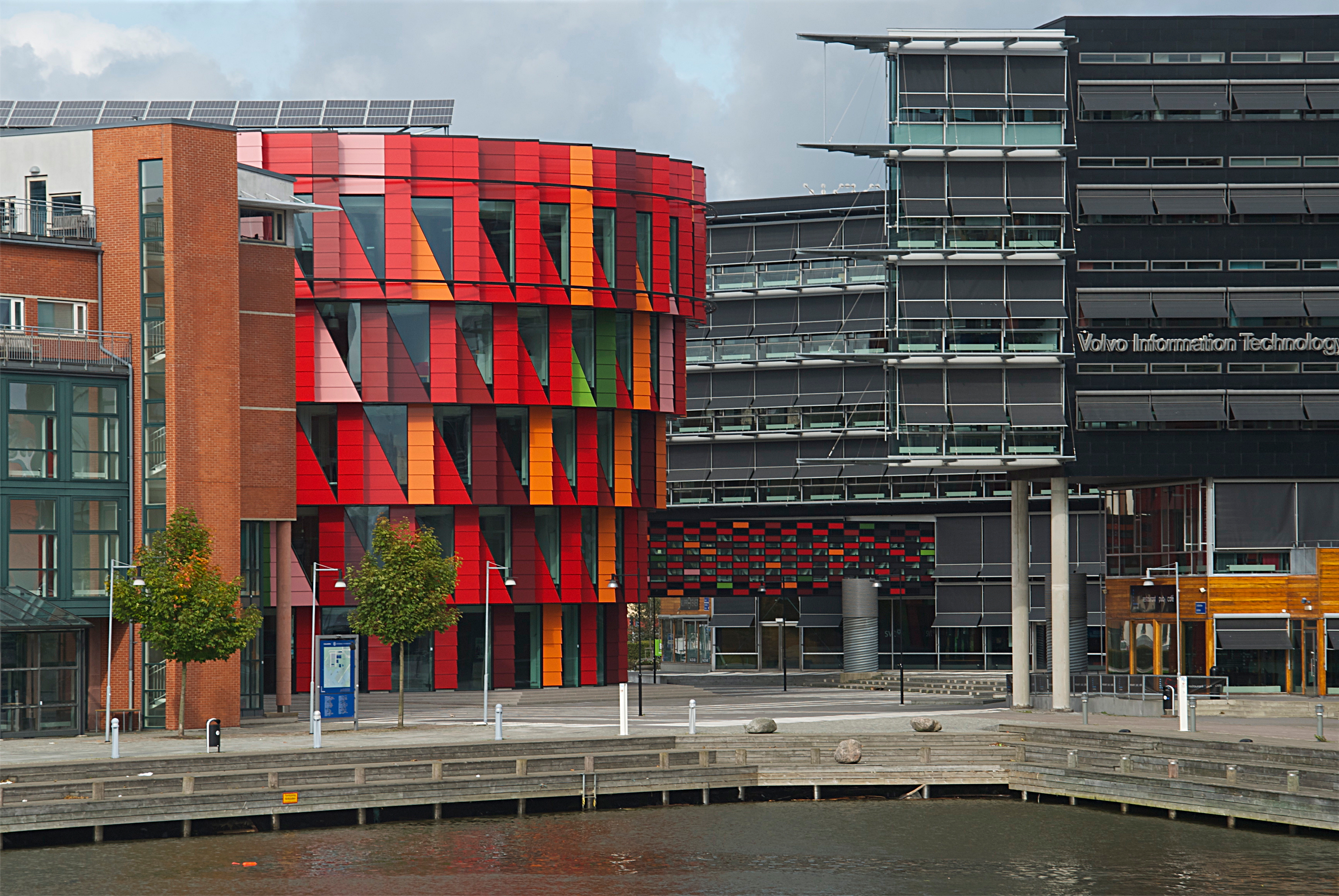
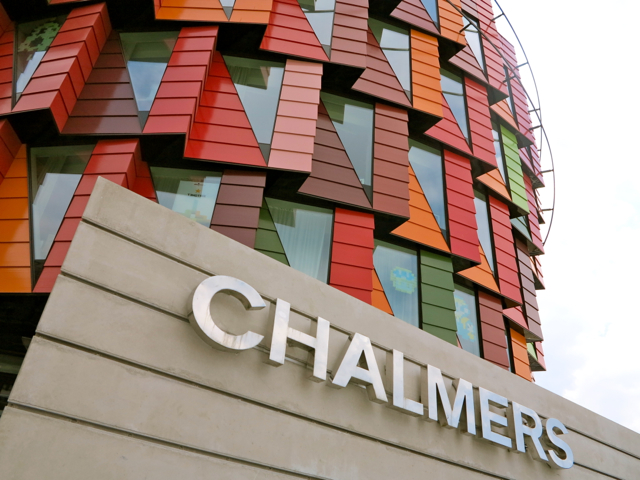
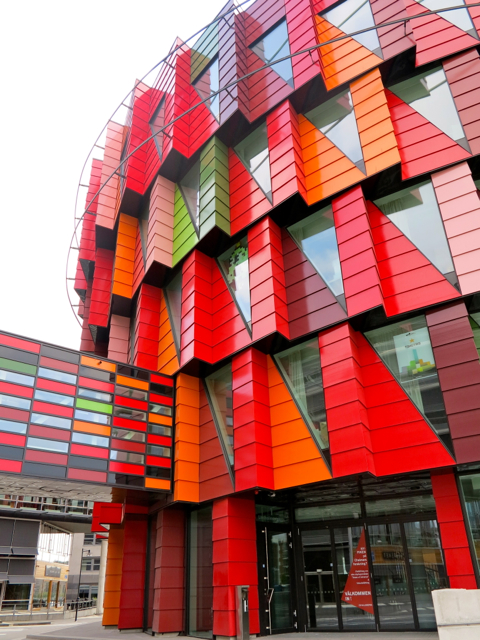
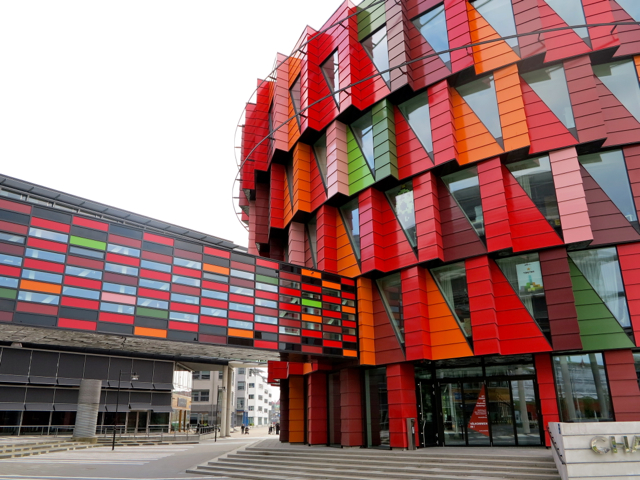
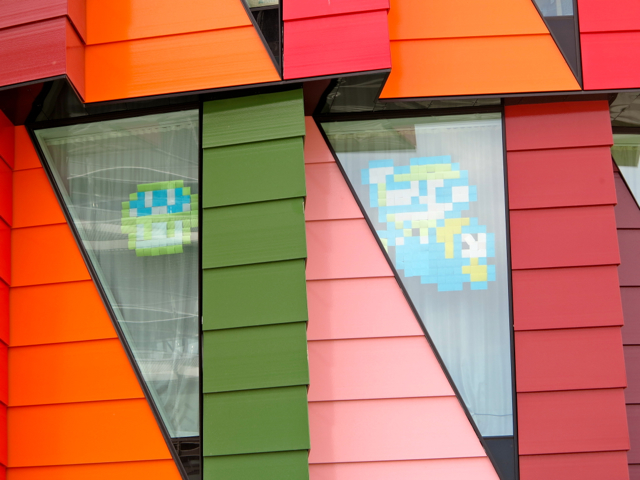
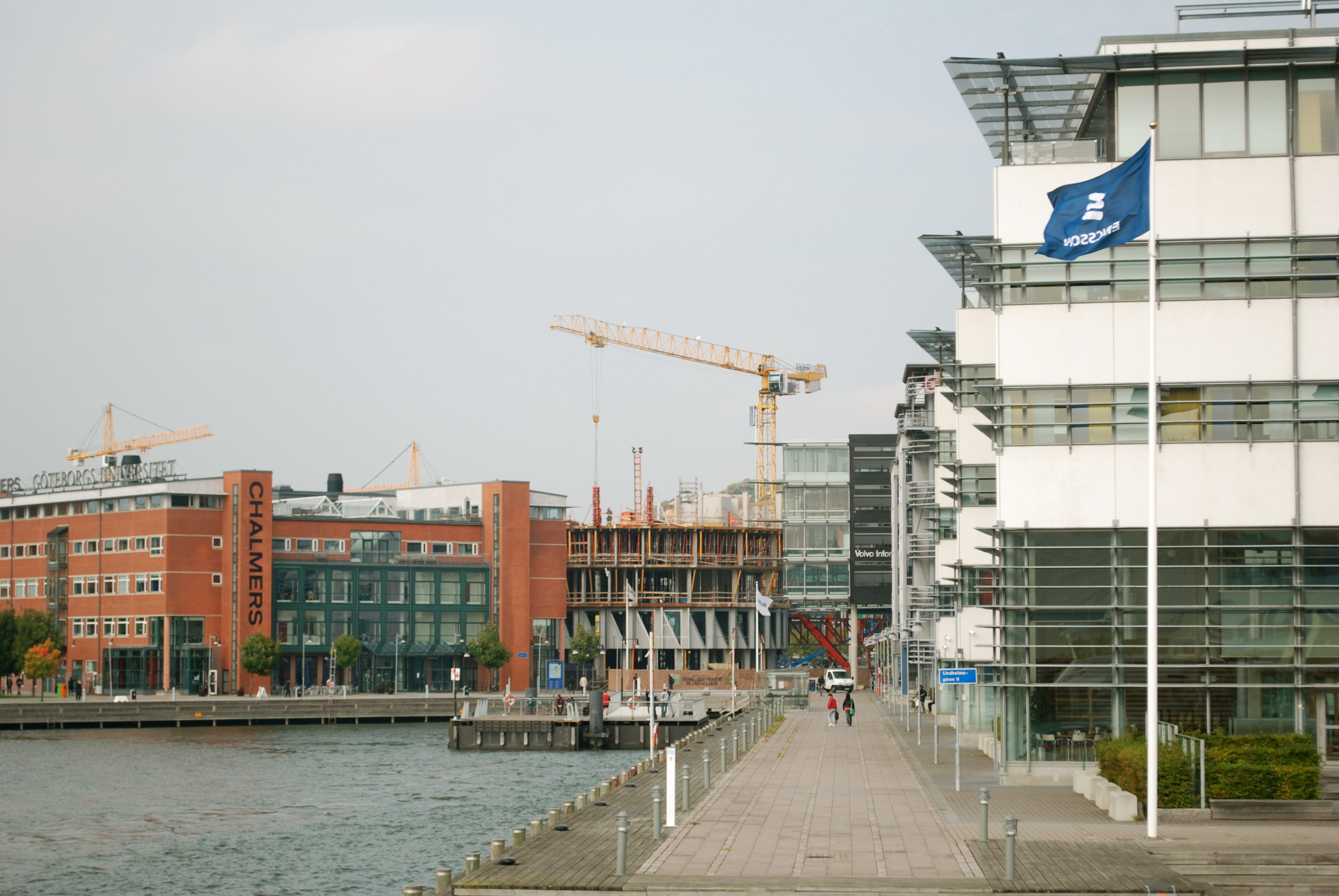
Byggnaden under uppförande i september 2010.